# Harry Bohrmann
Harry Bohrmann (* 26. März 1952) ist ein ehemaliger deutscher Fußballtorwart.

## Karriere
Bohrmann spielte beim RSV Herne-Holthausen und beim TB 54 Eickel, bevor er zum VfL Bochum kam. Bei den Bochumern wurde Bohrmann in der Saison 1971/72 in einem Bundesligaspiel eingesetzt. Er wurde beim Heimspiel gegen den FC Bayern München (0:2) in der 40. Spielminute für Hans-Jürgen Bradler, nachdem dieser sich an der Schulter verletzt hatte, eingewechselt. Im weiteren Spielverlauf wehrte Bohrmann einen Strafstoß von Gerd Müller ab.
Bei den Bochumern konnte er sich nicht durchsetzen, so wechselte er  zurück zum RSV Herne-Holthausen.